# ジヴェルニー
ジヴェルニー（Giverny）は、フランス、ノルマンディー地域圏、ウール県のコミューン。

## 地理
パリからおよそ70kmの距離、セーヌ川とエプト川が合流するヴェルノンの東5kmに位置する。ノルマン・ヴェクサン地方の入口にあたる。

## 歴史
1025年に初めて地名が現れた時、ラテン語化されたGiverniacumであった。これはガロ=ローマの地名GABRINIACUに由来する。
メロヴィング朝時代にキリスト教の教区が設置された。聖ラドゴンド支援のもとで、教会が建てられた。863年、シャルル2世は、ジヴェルニーの所有権はサン・ドニ・ル・フェルマン修道院の聖職者にあると認めた
11世紀、ジヴェルニーの封土と教会はルーアンのサントゥアン修道院に戻された。中世には幾人かの領主が継承するが、ジヴェルニーは依然として修道院に仕える状態であった。ハンセン病患者収容施設があったこともある。
フランス革命時代、ル・ロリエ家がジヴェルニーの土地を獲得した。ル・ロリエ氏は1791年にジヴェルニー初代の首長となっている。1883年に画家クロード・モネがジヴェルニーに定住した。

## 史跡

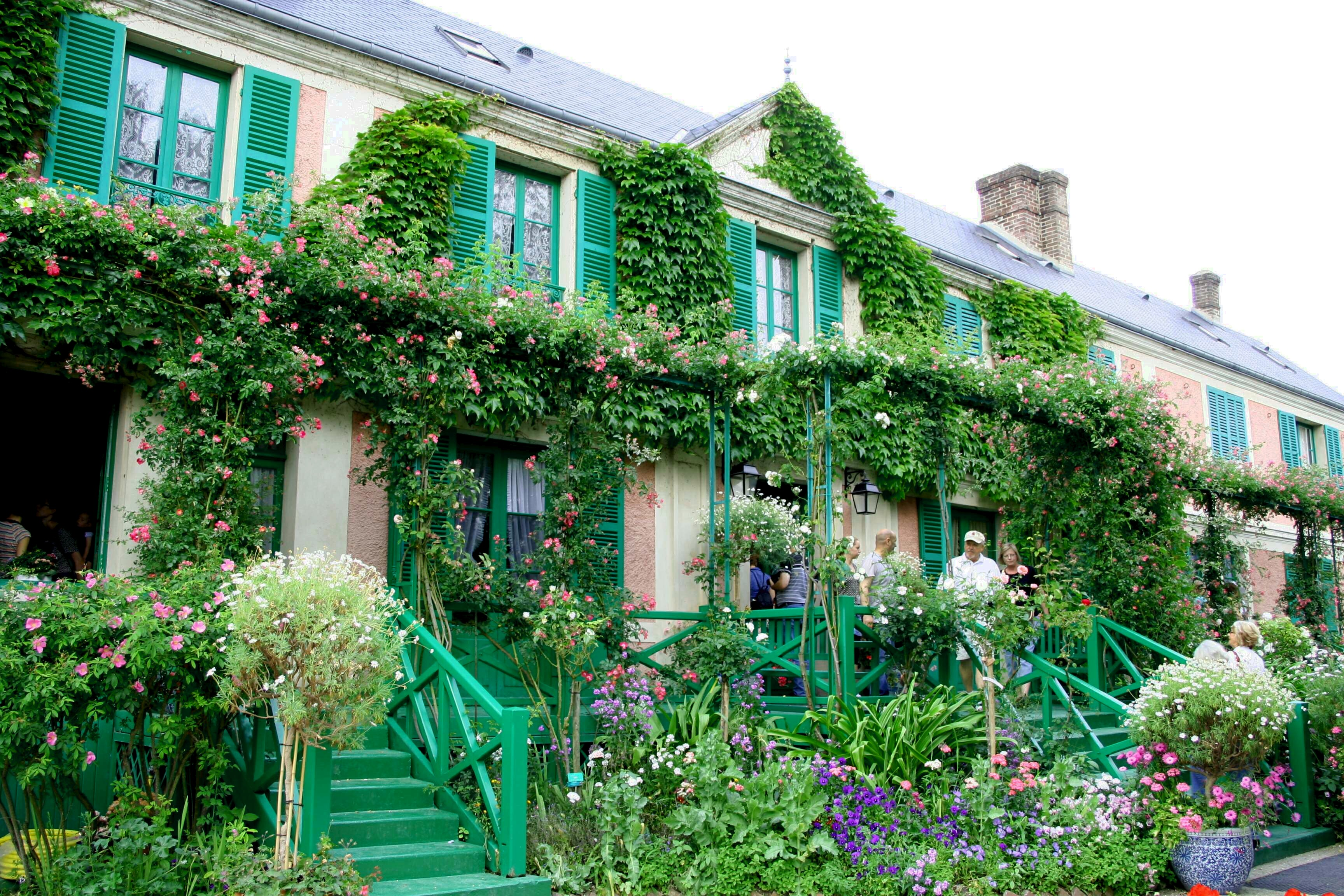
モネの家

モネの家は現在、美術館としてクロード・モネ財団によって運営されており、4月から11月まで一般客に開放され観光地となっている。門には薔薇のアーチ、次に長い小道を抜けると、モネ自らが手入れした「クロ・ノルマン」の庭園に続く。庭園には、季節ごとにモネが愛した色とりどりの花が咲く。家の内部には数多くのモネの作品や、モネが傾倒していた葛飾北斎、歌川広重、喜多川歌麿などの浮世絵コレクションが展示されている。庭園の外れにある別館では、モネのアトリエやサロンを見学することができる。さらに奥には、有名な作品のモデルとなった庭園の池には作品のモデルとなった睡蓮が浮かぶモネの池がある。日本庭園風のデザインで作られた太鼓橋も名高い。

## 人口統計
| 1962年 | 1968年 | 1975年 | 1982年 | 1990年 | 1999年 | 2006年 |
| ------ | ------ | ------ | ------ | ------ | ------ | ------ |
| 363    | 386    | 509    | 502    | 548    | 524    | 508    |

参照元：INSEE ·  · 